# Albion (Indiana)
Albion és una població dels Estats Units a l'estat d'Indiana. Segons el cens del 2000 tenia 2.284 habitants.

## Demografia
Segons el cens del 2000, Albion tenia 2.284 habitants, 846 habitatges, i 555 famílies. La densitat de població era de 629,9 habitants per km².
Dels 846 habitatges en un 37,1% hi vivien nens de menys de 18 anys, en un 47,8% hi vivien parelles casades, en un 12,6% dones solteres, i en un 34,3% no eren unitats familiars. En el 29,7% dels habitatges hi vivien persones soles el 10,2% de les quals corresponia a persones de 65 anys o més que vivien soles. El nombre mitjà de persones vivint en cada habitatge era de 2,51 i el nombre mitjà de persones que vivien en cada família era de 3,1.
Per edats la població es repartia de la següent manera: un 29,2% tenia menys de 18 anys, un 10,3% entre 18 i 24, un 33,2% entre 25 i 44, un 17% de 45 a 60 i un 10,2% 65 anys o més.
L'edat mediana era de 30 anys. Per cada 100 dones de 18 o més anys hi havia 108,2 homes.
La renda mediana per habitatge era de 36.282 $ i la renda mediana per família de 43.438 $. Els homes tenien una renda mediana de 31.473 $ mentre que les dones 23.531 $. La renda per capita de la població era de 16.405 $. Entorn del 4,6% de les famílies i el 4,7% de la població estaven per davall del llindar de pobresa.

## Poblacions més properes
El següent diagrama mostra les poblacions més properes.